# Cyclodina macgregori
Cyclodina macgregori é uma espécie de réptil escamado da família Scincidae. Apenas pode ser encontrada na Nova Zelândia.